# 鶴屋 (歌舞伎)
鶴屋（つるや）は、歌舞伎役者の屋号。
鶴屋南北の系統と、市川右團次の系統がある。

## 鶴屋南北系 鶴屋
江戸道外方の役者で四代目からは作者に転じた鶴屋南北が使う。
由来は不詳。
鶴屋南北系鶴屋の名跡は以下のとおり。なお参考までに定紋も併せて記した。
| 屋号        | 名跡                     | 定紋                       | 定紋 |
| ----------- | ------------------------ | -------------------------- | ---- |
| つるや 鶴屋 | つるや なんぼく 鶴屋南北 | まるに だいのじ 丸に大の字 |      |

## 市川右團次系 鶴屋
「鶴屋」は初代市川右團次が生後間もなくから丁稚奉公に出された大坂道頓堀の芝居茶屋・鶴屋に由来する（ → 詳細は「髙嶋屋」を参照）。
市川右團次系鶴屋の名跡は以下のとおり。なお参考までに定紋も併せて記した。
| 屋号        | 名跡                         | 定紋                   | 定紋 | 備考             |
| ----------- | ---------------------------- | ---------------------- | ---- | ---------------- |
| つるや 鶴屋 | いちかわ うだんじ 市川右團次 | みますに みぎ 三升に右 |      | のちに「髙嶋屋」 |